# Cottbuser Kindermusical

Logo

Das Cottbuser Kindermusical (CKM) ist ein deutsches Kindermusical-Ensemble. Seine Produktionen sind überwiegend Uraufführungen, die für das Ensemble geschrieben werden und mit Kindern und Jugendlichen als Darstellern inszeniert werden. Außerdem werden Kinder und Jugendliche bis 18 Jahren zu Solo-Musicaldarstellern ausgebildet und erhalten eine grundlegende Ausbildung in den Bereichen Gesang, Tanz und Schauspiel.

## Geschichte
Das Cottbuser Kindermusical entstand im Auftrag des Stadtschulrats Cottbus aus Anlass des 20. Jahrestages der DDR im Jahr 1969 und erschien vorerst unter dem Titel „Zentrales Kinder- und Jugendensemble der Bezirksstadt Cottbus“. Hierbei wurden bereits bestehende Schülerformationen auf die Bühne gebracht. 1971 erhielt das Ensemble mit seinem ersten Kindermusical „Sukie sieht alles!“ eine Goldmedaille bei den Arbeiterfestspielen in Leipzig. Für das Musical „Fricassini“ gab es im Jahr 1976 einen „Sonderpreis der Unterhaltungskunst“ im Haus der heiteren Muse in Leipzig. 1978 entstand das Stück „Monster, Müll und kleine grüne Männer“, in dem der Schlagersänger Bisser Kirow mitwirkte.
Mit der Fernsehaufzeichnung des musikalischen Märchens „Murmelsack“ setzte das CKM 1986 den bis dahin musikalischen und dramaturgischen Höhepunkt. Im Jahr 1993 entstand mit „Reif für die Mühle“ die erste CD. Das Ensemble führt außer Musicals auch Shows, Revuen und Bühnenprogramme auf. Seit Bestehen des CKM entstanden etwa 35 Musicalproduktionen sowie zahlreiche Bühnenprogramme.
Beim Europäischen Jugend Musical Festival (EJMF) erhielt das CKM in den Jahren 2006 – 2014 insgesamt 18 mal den „Deutschen Jugend Musical Preis“ sowie weitere Sonderpreise.
Im Jahr 2018 wurde das CKM mit dem Europäischen Jugend Musical Preis in Gold für die Gesamtproduktion des Musicals „PARADOXA und die zerbrochene Zeit“ in der Kategorie Jugendmusical beim Europäischen Jugend Musical Festival ausgezeichnet. Janik Oelsch erhielt für seine Darstellung der Hauptrolle „James Timeless“ den Award in der Kategorie „bester Sänger“.
2019 feierte das Ensemble eine  Jubiläumsshow "50 Jahre Cottbuser Kindermusical" mit ehemaligen Mitgliedern in der Stadthalle Cottbus.
Während der Corona-Pandemie in den Jahren 2020 bis 2022 konnte das Ensemble mit Einschränkungen seine Arbeit fortsetzen, jedoch mussten die Neuauflage des Musicals "Zauber der Magie" im März 2020 und das Weihnachtsmusical "Feuer, Eis und WeihnachtsChaos" im Dezember 2020 jeweils kurzfristig vorher abgesagt werden. Das Frühjahr und den Sommer 2021 nutzte das Kindermusical, um an neuen Liedern und Choreographien zu arbeiten und war in dieser Zeit in der Öffentlichkeit kaum präsent. Im September meldete sich das Ensemble auf der großen Bühne im Spreeauenpark Cottbus beim Kultursommer 2021 zurück und führte das für 2020 geplante Weihnachtsmusical in der Stadthalle Cottbus auf. Aufgrund von behördlichen Einschränkungen verlegte das Ensemble teilweise ins Internet per Live-Stream.
Mit dem Musical "LARA und das Weinen der Sterne" meldete sich das Cottbuser Kindermusical wieder mit einem neuen Musical zurück. Da die behördlichen Bestimmungen noch immer kaum Publikum zuließen, wurde auch dieses Musical per Livestream im Netz übertragen. Im November 2022 nahm das Kindermusical wieder am Europäischen Jugendmusical-Festival und wurde in allen Kategorien ("beste männliche Hauptrolle", "beste weibliche Hauptrollen", "beste Nebenrolle in einer Gruppe" und "beste Nebenrolle einzeln") für den Europ. Jugendmusical-Preis für das Musical "LARA und das Weinen der Sterne" nominiert. Der Preis ging an Emily Miesler für ihre Darstellung der Surya als "beste Nebenrolle" und das Ensemble erhielt den Europäischen Jugendmusical-Preis in Bronze für die "beste Gesamtleistung".
Seit Dezember 2022 laufen Aufzeichnungen der Musicals "LARA und das Weinen der Sterne" und "Feuer, Eis und WeihnachtChaos" im deutschen und luxemburgischen Fernsehen.

## Werke
- 1969: Was spiegelt sich wohl in den großen Fenstern?
- 1971: Sukie sieht alles!
- 1973: Besuchen wir Shenja!
- 1976: Fricassini
- 1978: Ich hab den bunten Vogel fliegen sehn
- 1981: Monster, Müll und kleine grüne Männer
- 1985: Murmelsack (Fernsehaufzeichnung 1986)
- 1986: Der Weihnachtsmann hat verschlafen
- 1988: Die Freundlichkeit bin ich (Fernsehaufzeichnung 1988)
- 1990: Der vergessene Wunschzettel
- 1993: Reif für die Mühle (Show)
- 1996: Kommissar Stotter: Drogen, nein danke! (eine Musicalcollage)
- 1997: Der entführte Weihnachtsmann (ein Kindermusical)
- 1998: Fridolin und der gestiefelte Kater (ein Kindermusical)
- 1999: Der Zauberer Fartulan (ein Kindermusical)
- 1999: Ein bunter Vogel im Rampenlicht (Gala)
- 2000: Fartulan und die Hexe (ein Kindermusical)
- 2001: Die schwarze Hexe (ein Kindermusical)
- 2001: MINICATS (ein Kindermusical)
- 2002: Das weise Einhorn (ein Kindermusical)
- 2002: MINICATS II (ein Kindermusical)
- 2003: „Hallo Nikolaus“ (ein Weihnachtsmusical)
- 2003: Hexenzauber (ein Kindermusical)
- 2004: Advents- und Geschichtenzauber (ein Kindermusical)
- 2004: Gala zum 35. Jubiläum des Cottbuser Kindermusicals
- 2004: Wer hat den Weihnachtsmann verzwergt (ein Kindermusical)
- 2005: Aufruhr im Wichtelland (ein Kindermusical)
- 2005: Eine Welt – aus Musik, Tanz und Theater (Show)
- 2005: Lilli, die kleine Knautschmaus (ein Kindermusical)
- 2006: Advents- und Geschichtenzauber (Weihnachtsshow)
- 2006: GALA 850 (Familienshow)
- 2007: Hallo Weihnachtsmann (ein Weihnachtsmusical)
- 2007: Wenn Bäume sprechen (ein Musical)
- 2009: In unsrer Welt lebt die Musik – Gala zum 40-jährigen Jubiläum des Ensembles
- 2009: Lucy die kleine Weihnachtsfee (ein Weihnachtsmusical)
- 2010: Anna und das Lächeln der Planeten (ein Utopical)
- 2011: Hilfe, die haben den Weihnachtsmann verzwergt (ein Weihnachtsmusical)
- 2012: Total verdrehte Weihnachtsmärchenwelt (ein Weihnachtsmusical)
- 2012: Unter dem flammenden Stern (ein Westernmusical)
- 2013: Advent- und Geschichtenzauber – WSTS (ein Weihnachtsmusical)
- 2014: Katzen tanzen nicht mit Wölfen (Musical)
- 2014: Schatten überm Weihnachtsland (ein Weihnachtsmusical)
- 2016: Zauber der Magie (Musical)
- 2016: Engel der Weihnacht (ein Weihnachtsmusical)
- 2017: Wenn der Weihnachtsmann im Urlaub ist (ein Weihnachtsmusical)
- 2018: Paradoxa und die zerbrochene Zeit (Musical)
- 2019: 50 Jahre Jubiläumsgala (Gala)
- 2019: Zauber der Winterweihnacht (ein Weihnachtsmusical)
- 2021: Feuer, Eis & WeihnachtsChaos (ein Weihnachtsmusical)
- 2022: LARA und das Weinen der Sterne (ein Familienmusical)
- 2022: Das verschmähte Weihnachtsgeschenk (ein Weihnachtsmusical)
- 2023: Das total verzuckerte Märchenland (ein Weihnachtsmusical)
- 2024: Die Frucht der falschen Träume (ein Familienmusical)

## Auszeichnungen
- 1971: Goldmedaille bei den Arbeiterfestspielen für „Sukie sieht alles“
- 1976: Sonderpreis der Unterhaltungskunst in Leipzig für „Fricassini“
- 2006: Deutscher-Jugend-Musical-Preis in der Kategorie „beste weibliche Rolle“ für die „Bella“ in „Lilli, die kleine Knautschmaus“
- 2006: Deutscher-Jugend-Musical-Preis in der Kategorie „beste Gesamtkomposition“ für „Lilli, die kleine Knautschmaus“
- 2008: Umwelt-Preis der Stadt Cottbus für „Wenn Bäume sprechen“
- 2008: Deutscher-Jugend-Musical-Preis in der Kategorie „Beste Gesamtleistung“ für „Wenn Bäume sprechen“
- 2008: Deutscher-Jugend-Musical-Preis in der Kategorie „Beste Eigenkomposition“ (Torsten Karow, Siegbert Himpel, Detlef Bielke)für „Wenn Bäume sprechen“
- 2008: Deutscher-Jugend-Musical-Preis in der Kategorie „Beste Choreografie“ (Verena Otto, Yvonne Kirschke) für „Wenn Bäume sprechen“
- 2008: Deutscher-Jugend-Musical-Preis in der Kategorie „Beste Sängerin“ für Birthe Kleemann als Terrania in „Wenn Bäume sprechen“
- 2008: Deutscher-Jugend-Musical-Preis in der Kategorie „Beste Rolle (bis 14 Jahre)“ für Sophie Leopold und Maximilian Salzmann als Mickel und Meckel in „Wenn Bäume sprechen“
- 2009: Eintrag in die Ehrenchronik der Stadt Cottbus
- 2010: Ehrenpokal "Cottbuser des Jahres 2009"
- 2010: Deutscher-Jugend-Musical-Preis in der Kategorie „Beste Gesamtleistung“ für "Anna und das Lächeln der Planeten"
- 2010: Deutscher-Jugend-Musical-Preis in der Kategorie "Beste Kostüme" (Carola Clement, Johanna Schuppan, Simone Hertrich) für "Anna und das Lächeln der Planeten"
- 2010: Deutscher-Jugend-Musical-Preis in der Kategorie „Beste Rolle (bis 14 Jahre)“ für Maximilian Salzmann als Lars MacMars in "Anna und das Lächeln der Planeten" unter der Regie von Torsten Karow
- 2010: Deutscher-Jugend-Musical-Preis in der Kategorie „Beste Nebenrolle“ für Lisa Zech als Venusia in "Anna und das Lächeln der Planeten" unter der Regie von Torsten Karow
- 2012: Deutscher-Jugend-Musical-Preis in der Kategorie „Bester Darsteller“ für Maximilian Salzmann als Bred in "Unter dem flammenden Stern" unter der Regie von Torsten Karow
- 2012: Deutscher-Jugend-Musical-Preis in der Kategorie „Beste Choreografie“ (Verena Otto) in "Unter dem flammenden Stern"
- 2012: Deutscher-Jugend-Musical-Preis in der Kategorie „Bestes Bühnenbild“ in "Unter dem flammenden Stern" (Svend Robinski, Andreas Frenzel u. v. a.m)
- 2014: Deutscher-Jugend-Musical-Preis in der Kategorie „Beste Sängerin“ für Manja Zibula in "Katzen tanzen nicht mit Wölfen"
- 2014: Deutscher-Jugend-Musical-Preis in der Kategorie „Bester Sänger“ für Maximilian Salzmann in "Katzen tanzen nicht mit Wölfen"
- 2014: Deutscher-Jugend-Musical-Preis in der Kategorie „Bester Schauspieler“ für Udo Naumann in "Katzen tanzen nicht mit Wölfen"
- 2014: Deutscher-Jugend-Musical-Preis in der Kategorie „Ensemblepreis“ in Gold für "Katzen tanzen nicht mit Wölfen"
- 2014: Sonderpreis des Europäischen Jugend Musicalverbandes in der Kategorie „Beste Komposition und Libretto“ für "Katzen tanzen nicht mit Wölfen"
- 2014: Sonderpreis des Rotary Club Limburgerhof-Vorderpfalz für hervorragende Kinder- und Jugendarbeit
- 2018: Europäischer-Jugend-Musical-Preis in der Kategorie „Bester Sänger“ für Janik Oelsch in der Rolle des James Timeless in "PARADOXA und die zerbrochene Zeit"
- 2018: Europäischer-Jugend-Musical-Preis in Gold in der Kategorie „Beste Ensemble-Gesamtleistung“ für "PARADOXA und die zerbrochene Zeit"
- 2022: Europäischer-Jugend-Musical-Preis in der Kategorie „Beste Nebenrolle Einzel“ für Emily Miesler in der Rolle der Surya im Musical "LARA und das Weinen der Sterne"
- 2022: Europäischer-Jugend-Musical-Preis in Bronze in der Kategorie „Beste Ensemble-Gesamtleistung“ für das Musical "LARA und das Weinen der Sterne"

## Diskografie
- 1993: Reif für die Mühle
- 1994: Frohe Weihnachten mit dem Cottbuser Kindermusical (Maxi)
- 1997: Frohe Weihnachten mit dem Cottbuser Kindermusical II
- 1998: Ein bunter Vogel im Rampenlicht
- 2000: Fliegen durch das Märchenland
- 2002: Unsere schönsten Weihnachtslieder
- 2003: Ohne Kinder geht es nicht
- 2004: Lilli, die kleine Knautschmaus
- 2005: Ich fahr so gern mit der Parkeisenbahn (Maxi)
- 2005: Cottbus, meine Stadt (Maxi)
- 2006: …dann such dir Geschichten
- 2007: Wenn Bäume sprechen
- 2010: Anna und das Lächeln der Planeten
- 2011: Wir Kleinen werden die Größten sein
- 2012: Unter dem flammenden Stern
- 2013: Du schöne Weihnachtszeit
- 2014: Katzen tanzen nicht mit Wölfen
- 2016: Zauber der Magie
- 2018: Paradoxa und die zerbrochene Zeit
- 2022: LARA und das Weinen der Sterne
- 2022: Unsere schönsten Lieder zur Weihnacht